# 十條仲原
十條仲原（日语：／ Jūjō-nakahara */?）是東京都北區的町名。現行行政地名為十條仲原一丁目至十條仲原四丁目。全域實施住居表示。

## 地理
位於東京都北區的中央地區、廣義的「十條」地區北部，屬王子地區。東鄰中十條，西、南接上十條，北連赤羽西。
本町是JR埼京線十條站、赤羽站間鐵路路廊西側的住宅區。十條仲原二丁目與十條仲原三丁目之間以環七通（都道318號環狀七號線）為界。十條仲原四丁目鐵路旁的清水坂公園是國鐵官舍舊址。

## 歷史
1889年（明治22年）町村制施行時，此地大部分屬北豐島郡王子村（1908年町制施行後為王子町）大字上十條。王子町在1932年（昭和7年）編入東京市改制為王子區，大字上十條改為上十條町。1939年進行町名整理，上十條町一部分成立十條仲原一〜四丁目。
1947年（昭和22年），王子區與瀧野川區合併成立北區。1967年實施住居表示，十條仲原一、三、四丁目全域與十條仲原二丁目一部分（剩餘部份編入上十條五丁目）成立新的十條仲原一〜四丁目。

### 町名變遷
| 實施後         | 實施年月日               | 實施前                 |
| -------------- | ------------------------ | ---------------------- |
| 十條仲原一丁目 | 1967年（昭和42年）5月1日 | 十條仲原一丁目（全域） |
| 十條仲原二丁目 | 1967年（昭和42年）5月1日 | 十條仲原二丁目（部分） |
| 十條仲原三丁目 | 1967年（昭和42年）5月1日 | 十條仲原三丁目（全域） |
| 十條仲原四丁目 | 1967年（昭和42年）5月1日 | 十條仲原四丁目（全域） |

### 地名由来
「仲原」意為十條台地的野原中央。原為大字上十條時代的小字，1939年自上十條町分離後重新採用。

## 小、中學校學區
區立小、中學校學區請參照下表。
| 町             | 町             | 小學校               | 中學校                 |
| -------------- | -------------- | -------------------- | ---------------------- |
| 十條仲原一丁目 | 十條仲原一丁目 | 北區立王子第五小學校 | 北區立十條富士見中學校 |
| 十條仲原二丁目 | 十條仲原二丁目 | 北區立王子第三小學校 | 北區立十條富士見中學校 |
| 十條仲原三丁目 |                | 北區立王子第三小學校 | 北區立十條富士見中學校 |
| 十條仲原四丁目 | 部分           | 北區立清水小學校     | 北區立十條富士見中學校 |
| 十條仲原四丁目 | 部分           | 北區立王子第三小學校 | 北區立十條富士見中學校 |

## 交通

### 鐵道
- JR埼京線 ■十條站
  - 車站所在地為上十條一丁目，但車站北端十分接近十條仲原一丁目。

### 道路
- 東京都道318號環狀七號線（環七通）

### 路線巴士
環七通上有「十條仲原二丁目」巴士站，可搭乘以下系統。
- 都營巴士
  - 王78（日语：都営バス杉並支所）：新宿站西口（日语：新宿駅バスのりば） - 高圓寺站入口 - 野方站北口 - 中板橋站入口 - 大和町 - 十條仲原二丁目 - 王子站前
- 國際興業巴士（日语：国際興業バス）
  - 王54/王54-2（日语：国際興業バス練馬営業所）：王子站前 - 北區神谷町 - 十條仲原二丁目 - 大和町 - 上板橋站/上板橋站前
  - 赤27-2（日语：国際興業バス赤羽営業所）：赤羽車庫 - 十條仲原二丁目 - 鹿濱橋（日语：鹿浜橋） - 西新井大師（日语：總持寺 (足立区)） - 西新井站
  - 赤95（日语：国際興業バス赤羽営業所）：赤羽站東口 - 十條仲原二丁目 - 赤羽車庫
- 國際興業巴士、關東巴士
  - 國際興業赤31（日语：国際興業バス赤羽営業所）/關東赤31（日语：関東バス阿佐谷営業所）：高圓寺站 - 野方站北口 - 中板橋站入口 - 大和町 - 十條仲原二丁目 - 赤羽站東口

## 設施
- 北區立清水小學校（十條仲原四丁目）
- 清水坂公園（日语：清水坂公園）（十條仲原四丁目）
- 十條仲原郵便局（十條仲原一丁目）

## 備註
1. ↑  .   [2014-08-20]. （原始内容存档于2014-08-19）.
2. ↑  小學校通學區域一覧｜東京都北區 （页面存档备份，存于） 2014年3月15日閲覧。
3. ↑  中學校通學區域一覧｜東京都北區 （页面存档备份，存于） 2014年3月15日閲覧。
4. ↑  「十條仲原二丁目」(北區巴士站)的地圖/交通方式/景點情報 - NAVITIME （页面存档备份，存于） 2014年3月15日閲覧。